# Emtee Beats
Marco Terada, más conocido por su nombre artístico Emtee Beats o simplemente Emtee, es un productor de hip hop brasileño, ingeniero de sonido y miembro del grupo de hip hop underground ZKAR. Emtee es conocido por su trabajo con raperos brasileños, como: Alves, Biro Ribeiro, De Leve, MC Piloto, Singelo, Thegust MCs, Tigrão Big Tiger, Yuri Pleno, Zen, entre otros.

## Biografía
Emtee nació en Brasilia, DF. Es productor musical, beatmaker e ingeniero de audio especializado en mezcla y masterización. En 2000, junto con el rapero Pure, Emtee formó un grupo llamado Realness. Se crearon singles como: Baby Girl Without U, Streetz y otros. Durante algunos años, el grupo llamó la atención en Maryland con la canción Baby Girl Without U y esta pista permaneció en la cima de las listas en el sitio web oficial de Chuck D durante varias semanas y fue clasificada como una de las canciones más descargadas en "Rapstation.com".
En 2009, fue seleccionado para el festival TOP 45 Candango Cantador, patrocinado por Cultura e Criatividade DF. Durante los años 2009-2011, Emtee formó el colectivo Underground Hip Hop llamado MPC, acrónimo de Movimento Plano Crew. El supergrupo brasileño MPC grabó un álbum: Versos & Versos. En 2011, el álbum Versos & Versos fue nominado en la categoría de mejor álbum de Hip-Hop en el Prêmio Hip Hop Zumbi, que se realizó en el museo nacional de Brasilia. En 2012, Emtee fue nominado para el Prêmio Hip Hop Zumbi al mejor EP con su proyecto solo llamado Nasci Pra Isso.
En 2014, Emtee produjo el EP Pergaminho de ZKAR, que fue lanzado en el sello independiente Intercala Records. El EP contenía sencillos que ganaron notoriedad en la escena hip hop underground brasileña, por ejemplo Reflexo Oculto y Foco.
En 2017, produjo el sencillo Alvo del rapero brasileño Alves, que fue lanzado por el colectivo Batalha da Aldeia de São Paulo y tuvo una notable repercusión. El mismo año, también produjo y lanzó el álbum Beat Peso & Papo Reto con el rapero Yuri Pleno, que cuenta con varios artistas brasileños, como: De Leve, Singelo, Tigrão Big Tiger, Zen Mc, entre otros.
En 2019, Emtee produjo la canción de Biro Ribeiro llamada Rap da Mudança, que se utilizó en la campaña social brasileña TETO Brasil para promover ropa y vivienda para personas sin hogar. Ese mismo año, Emtee también compuso la música para el documental "Bernardo na Vida, BMO na Batalha", creando así parte de la banda sonora.
Junto con su amigo Zen, Emtee creó la Batalha do Neurônio y es parte del proyecto NeuroConexões, en el que el objetivo principal es básicamente traer atracciones y artistas de otros estados brasileños a Brasília. Así, los artistas pueden exhibir sus proyectos y llegar al público brasileño siendo parte de la escena hip hop de Brasilia.
En 2022, se llevó a cabo el campeonato estatal de batalla de MCs de Brasília, organizada por el colectivo Batalha do Museu, con Douglas Din como anfitrión del evento y Emtee tocando los beats y las canciones. También hubo campeonatos de MCs en varios otros estados brasileños, como Amapá, Río de Janeiro, São Paulo, entre otros.

## Discografía

### Álbumes
| Información                                                                          |
| ------------------------------------------------------------------------------------ |
| Versos e Versos - Fecha de lanzamiento: 2011 - Discográfica: Intercala Records       |
| Nasci pra Isso - Fecha de lanzamiento: 2012 - Discográfica: Intercala Records        |
| Beat Peso & Papo Reto - Fecha de lanzamiento: 2017 - Discográfica: Intercala Records |
| Maestria - Fecha de lanzamiento: 2020 - Discográfica: Intercala Records              |

### con ZKAR
| Información                                                                  |
| ---------------------------------------------------------------------------- |
| Pergaminho EP - Fecha de lanzamiento: 2015 - Discográfica: Intercala Records |

### Singles
| Información |
| --- |
| Nasci pra Isso - Fecha de lanzamiento: 2009 - Discográfica: Intercala Records                                                 |
| Minha Cidade - Fecha de lanzamiento: 2009 - Discográfica: Intercala Records - B-Side: Sorriso                                 |
| Na Correria - Fecha de lanzamiento: 2011 - Discográfica: Intercala Records - B-Side: Então Representa                         |
| Pergaminho EP (ZKAR) - Fecha de lanzamiento: 2014 - Discográfica: Intercala Records - Track: Reflexo Oculto                   |
| Pergaminho EP (ZKAR) - Fecha de lanzamiento: 2014 - Discográfica: Intercala Records - Tracks: Foco                            |
| Pergaminho EP (ZKAR) - Fecha de lanzamiento: 2014 - Discográfica: Intercala Records - Track: Vou Viver                        |
| Rimador Noturno (Yuri Pleno) - Fecha de lanzamiento: 2015 - Discográfica: Intercala Records - Track: Vim Vencer Vivo          |
| TheGust MC's - Fecha de lanzamiento: 2016 - Discográfica: QCC - Track: Circo dos Horrores (feat. Victor Xamã)                 |
| Escárnio (Alves) - Fecha de lanzamiento: 2017 - Discográfica: Aldeia Records - Track: Alvo                                    |
| Beat Peso & Papo Reto - Fecha de lanzamiento: 2018 - Discográfica: Intercala Records - Track: Espírito Pirata (feat. De Leve) |

### con Singelo
- O Conto do Menino Preto (2014)
- Mar Nada (2015)

### Videos
- 2016 – Circo dos Horrores (con Thegust MCs)
- 2017 – Alvo (con Alves)
- 2022 – Sangue (con Alves y Dudu)